# Weißbauchpapageien
|  | Dieser Artikel wurde aufgrund von formalen oder inhaltlichen Mängeln in der Qualitätssicherung Biologie zur Verbesserung eingetragen. Dies geschieht, um die Qualität der Biologie-Artikel auf ein akzeptables Niveau zu bringen. Bitte hilf mit, diesen Artikel zu verbessern! Artikel, die nicht signifikant verbessert werden, können gegebenenfalls gelöscht werden. Lies dazu auch die näheren Informationen in den Mindestanforderungen an Biologie-Artikel. |

Weißbauchpapageien (Pionites) sind eine Gattung der Neuweltpapageien, zu der zwei rezente Arten zählen. Beide Arten dieser Gattung kommen ausschließlich im Amazonasbecken vor. Sie werden im Anhang II des Washingtoner Artenschutzabkommens geführt und sind somit schutzbedürftig.

## Erscheinungsbild
Die beiden Arten der Gattung Pionites sind mit einer Größe von 23–24 cm und einem Gewicht von 130–180 g mittelgroß und stämmig, haben einen kurzen eckigen Schwanz und einen kurzen, kräftigen Schnabel. Die Flügel sind eher kurz und rundlich. Für beide Arten ist das cremeweiß gefärbte Brustgefieder charakteristisch, das sie von den übrigen Papageienarten unterscheidet und der Gattung ihren Namen gab. Bei beiden Formen tritt kein Geschlechtsdimorphismus auf. Jungtiere sind matter gefärbt. Was die Gattung Pionites außerdem von anderen Papageien unterscheidet, ist ihre aufrechte Sitzhaltung.

## Lebensweise
Weißbauchpapageien bilden in feuchtem Tropenwald kleine Gruppen von 10 oder weniger Tieren, in offenem Gelände sind sie selten zu beobachten. Während der Nahrungsaufnahme sind sie aber regelmäßig zu hören. Ihr Flug, typischerweise dicht über dem Blätterdach, ist schnell und gerade auf das Ziel zu.

## Systematik
Zur Gattung der Weißbauchpapageien gehören folgende zwei rezente Arten, deren Verbreitungsgebiet sich in Peru in der Region Pucallpa bis Lago Imiria überlappt:
| Deutscher Name    | Wissenschaftlicher Name                  | Verbreitung                                                               | Gefährdungsstufe Rote Liste der IUCN | Unterarten | Bild                                       |
| ----------------- | ---------------------------------------- | ------------------------------------------------------------------------- | ------------------------------------ | --- | ------------------------------------------ |
| Grünzügelpapagei  | Pionites melanocephalus (Linnaeus, 1758) | nördliches Südamerika von Venezuela, Guayana bis Ostkolumbien und Ostperu | (Least Concern – nicht gefährdet)    | P. m. melanocephalus (Linnaeus, 1758) P. m. pallidus (Berlepsch, 1889)                                                                                | Grünzügelpapagei (Pionites melanocephalus) |
| Rostkappenpapagei | Pionites leucogaster (Kuhl, 1820)        | südliches Amazonasgebiet von Nordbrasilien, Bolivien, Ecuador und Peru    | (Endangered – stark gefährdet)       | Grünschenkelpapagei (P. l. leucogaster (Kuhl, 1820)) Schwarzfußpapagei (P. l. xanthomerius (Sclater, 1858)) Puruspapagei (P. l. xanthurus Todd, 1925) | Rostkappenpapagei (Pionites leucogaster)   |

## Verweise